# Mikael Göransson (fotbollsspelare)
Sven Mikael Göransson, född 15 maj 1966 i Västra Frölunda, är en svensk före detta fotbollsspelare.
Göransson moderklubb är Skogens IF. Han spelade under sin karriär även för Gais, Västra Frölunda IF, Vaasan Palloseura, IF Elfsborg och BK Häcken.